# Ugo Saitta
Giuseppe Ugo Saitta (* 14. Juni 1912 in Catania; † 5. Februar 1983 in Rom) war ein italienischer Dokumentarfilmer und Filmregisseur.

## Leben
Saitta nahm bereits während seiner Schulzeit und des anschließenden Studiums aktiv am kulturellen Leben seiner Geburtsstadt teil; so entstand etwa 1932 eine Inszenierung von Dario Niccodemis Scampolo, in der er selbst spielte und die am „Teatro Coppola“ gezeigt wurde. Mit der „Cine Gruppo Dilettantistico Juventus Film“, die er mitbegründet hatte, entstanden erste kurze Dokumentarfilme. Diese führten zu ersten Auftragsarbeiten, so für Fiat. 1935 entstand mit Clima puro sein erster Langfilm, der die einem Auslandsaufenthalt folgende Auseinandersetzung eines Studenten mit der faschistischen Umerziehung und den dahinterstehenden Idealen schildert.
1935 übersiedelte Saitta nach Rom, wo er die Scuola Nazionale di Cinematografia besucht, wo er u. a. von Alessandro Blasetti unterrichtet wurde. In dieser Zeit war er an zahlreichen Projekten als Regisseur von Auftragsarbeiten oder als Kameramann beschäftigt. 1939 präsentierte er beim Filmfestival Venedig den innovativen kurzen Puppentrickfilm Pisicchio e Melisenda (für den er von aufgenommenen 90.224 Bildern nur 16.902 verwendete).
In den kommenden Jahren folgten Werke über Flugzeuge (1942, Prime ali), Zeitmessung (1942, La scatola del tempo), Militärreiten (1943, Cavalieri della G.I.L.) und der bei Festivals eingesetzte La canapa (1943). Nach Ende des Zweiten Weltkrieges kehrte Saitta nach Catania zurück, wo er mit seinem Freund Ettore Catalucci, dem Gründer der Filmtechnik-Firma „Sviluppo Pellicole e Stampa“, die Produktionsgesellschaft „X Film“ aus der Taufe hob. Nachdem das erste Projekt, Nuvola; 1945 aus finanziellen Gründen scheiterte, stellte zwei Jahre darauf L'Etna è bianco das Premierenwerk dar. Die folgenden Jahre brachten wichtige Werke Saittas hervor: Boy Scouts a Taormina, den bei den sizilianischen Minenarbeitern gedrehten Zolfara (der auch in Venedig 1948 gezeigt wurde), Agata, raggio di luce über die Patronin von Catania, und Angolo in Paradiso.
In diesen Jahren begann auch Saittas Tätigkeit für die Inducstria Cortometraggi Milano (INCOM), mit Hilfe derer er Kurz-, Industrie- und touristische Werbefilme seiner Heimatinsel Sizilien in den Vertrieb des italienischen Festlandes brachte. Berühmte Bilder entstanden dabei im Zusammenhang mit der Erschießung von Salvatore Giuliano 1950. Im Jahr darauf schuf Saitta mit Volto di Sicilia No. 0 seinen Prototyp des Kinojournals. Dem veristischen Schriftsteller Giovanni Verga war eine 1953 entstandene Dokumentation gewidmet. Mitte des Jahrzehntes drehte er unermüdlich weitere Werke, die kulturelle, geografische und ethnologische Aspekte seiner Heimat beleuchteten. 1959 und 1960 arbeitete er für das Fernsehen und inszenierte am „Ente Teatro di Sicilia“ Giovanni Girgentis Testi di lignu.
Ein großer Erfolg gelang ihm 1960 mit dem die Schönheit Siziliens darstellenden Dokumentarfilm Travelling in Sicily, der beim Filmfestival von Taormina ausgezeichnet wurde. Damit wurde er als Werbefilm für Sizilien aufgenommen. 1962 ließ Saitta sein Kinojournal Volto di Sicilia wieder aufleben, seine Interpretation der Wochenschau. Neben etlichen weiteren Tourismus-Filmen sind bemerkenswert Siace '67 über die Papierindustrie in Fiumefreddo und sein vierter Film über den Ätna, Etna quota 3000, von 1969.
Saittas einziger Spielfilm Lo voglio maschio zeigt die Bemühungen des Hauptdarstellers Tuccio Musumecci, mit allen – rechtlichen, wissenschaftlichen, magischen – Mitteln, einen Sohn zu zeugen. 1976 kehrte der Regisseur zum Dokumentarfilm zurück, als er mit Storia su due ruote einen Blick auf zeitgenössische sizilianische Maler und ihre Stilistik warf. Einer Bebilderung sizilianischen religiösen Glaubenspraktiken (La festa dei poveri) folgte der unvollendet gebliebene È Sicilia, auch in der vorhandenen Form ein dem Gesamtwerk seines Schöpfers angemessener Bilderbogen seiner Heimat.
Die Schauspielerin Gabriella Saitta ist seine Tochter.

## Filmografie (Auswahl)
Dokumentarfilm
- 1935: Clima puro
- 1942: Prime ali
- 1943: Cavalieri della G.I.L.
- 1947: L'Etna è bianco
- 1948: Zolfara
- 1949: Agata, raggio di luce
- 1953: La terra di Giovanni Verga
- 1960: Travelling in Sicily
- 1967: Siace '67
- 1969: Etna quota 3000
- 1976: Storia su due ruote
- 1979: La festa dei poveri
- 1981: È Sicilia

Spielfilm
- 1939: Pisicchio e Melisenda (Puppentrickfilm)
- 1971: Lo voglio maschio